# گورامی عسلی
گورامی عسلی (نام علمی: Trichogaster chuna) نام یک گونه از تیره گورامی است. این ماهی بومی هند و بنگلادش می‌باشد. طوال کلی بدن این ماهی حدود۷ سانتی‌متر است.